# Dominique Kuhn
Dominique Kuhn (* 6. Juli 1976) ist ein ehemaliger deutscher Footballspieler.

## Laufbahn
Kuhn spielte in der GFL für die Cologne Crocodiles, im Jahr 2000 stand der 1,75 Meter große Runningback zudem bei Frankfurt Galaxy in der NFL Europe unter Vertrag. Nach seiner Zeit bei den Frankfurtern wurde er in der anschließenden GFL-Saison 2000 mit Köln deutscher Meister.
Mit der deutschen Nationalmannschaft wurde Kuhn 2001 Europameister und als bester Akteur des Endspiels, in dem ihm zwei Touchdowns gelangen, ausgezeichnet. Bei der Weltmeisterschaft 2003 wurde er mit der deutschen Auswahl Dritter.